# Kołonszczyna
Kołonszczyna (ukr. Колонщина) – wieś na Ukrainie, w obwodzie kijowskim, w rejonie buczańskim. W 2024 liczyła 2300 mieszkańców.